# Стёпина, Виктория Ивановна
Вита Ивановна Стёпина (21 февраля 1976 года, Запорожье, Украинская ССР, СССР) — украинская прыгунья в высоту, бронзовый призёр летних Олимпийских игр 2004,заслуженный  мастер спорта. В 2004 году награждена орденом княгини Ольги III степени.

## Биография и карьера
Дебютировала на международной арене в 1994 году на чемпионате мира среди юниоров в Лиссабоне, где заняла 6 место. В составе сборной команды Украины по лёгкой атлетике участвовала в четырёх летних Олимпийских играх (1996, 2004, 2008, 2012). 
В 2012 году стала второй на чемпионате Украины  с результатом 1,90 м. В 2014 году на командном чемпионате Украины, где Вита представляла Николаевскую область, заняла третье место с результатом 1,85 м.

## Основные результаты
| Год  | Соревнования                      | Место проведения       | Место  | Результат |
| ---- | --------------------------------- | ---------------------- | ------ | --------- |
| 1994 | Чемпионат мира среди юниоров      | Лиссабон, Португалия   | 6      | 1,85 м    |
| 1995 | Чемпионат мира в помещении        | Барселона, Испания     | —      | NM        |
| 1995 | Чемпионат Европы среди юниоров    | Ньиредьхаза, Венгрия   | 1      | 1,91 м    |
| 1996 | Летние Олимпийские игры           | Атланта, США           | 19 (q) | 1,85 м    |
| 1998 | Чемпионат Европы                  | Будапешт, Венгрия      | 7      | 1,92 м    |
| 1999 | Чемпионат мира                    | Севилья, Испания       | 7      | 1,96 м    |
| 1999 | Всемирные военные игры            | Загреб, Хорватия       | 2      | 1,92 м    |
| 2003 | Чемпионат мира                    | Париж, Франция         | 9      | 1,90 м    |
| 2004 | Чемпионат мира в помещении        | Будапешт, Венгрия      | 8      | 1,91 м    |
| 2004 | Летние Олимпийские игры           | Афины, Греция          | 3      | 2,02 м    |
| 2004 | Всемирный легкоатлетический финал | Монте-Карло, Монако    | 2      | 1,98 м    |
| 2005 | Чемпионат мира                    | Хельсинки, Финляндия   | 7      | 1,93 м    |
| 2005 | Всемирный легкоатлетический финал | Монте-Карло, Монако    | 5      | 1,93 м    |
| 2006 | Чемпионат мира в помещении        | Москва, Россия         | 7      | 1,96 м    |
| 2008 | Летние Олимпийские игры           | Пекин, Китай           | 12     | 1,93 м    |
| 2010 | Чемпионат Европы                  | Барселона, Испания     | 6      | 1,95 м    |
| 2011 | Чемпионат мира                    | Тэгу, Южная Корея      | 18 (q) | 1,92 м    |
| 2012 | Летние Олимпийские игры           | Лондон, Великобритания | 34 (q) | 1,80 м    |